# Sarkophag des Kurfürsten Johann Wilhelm von der Pfalz

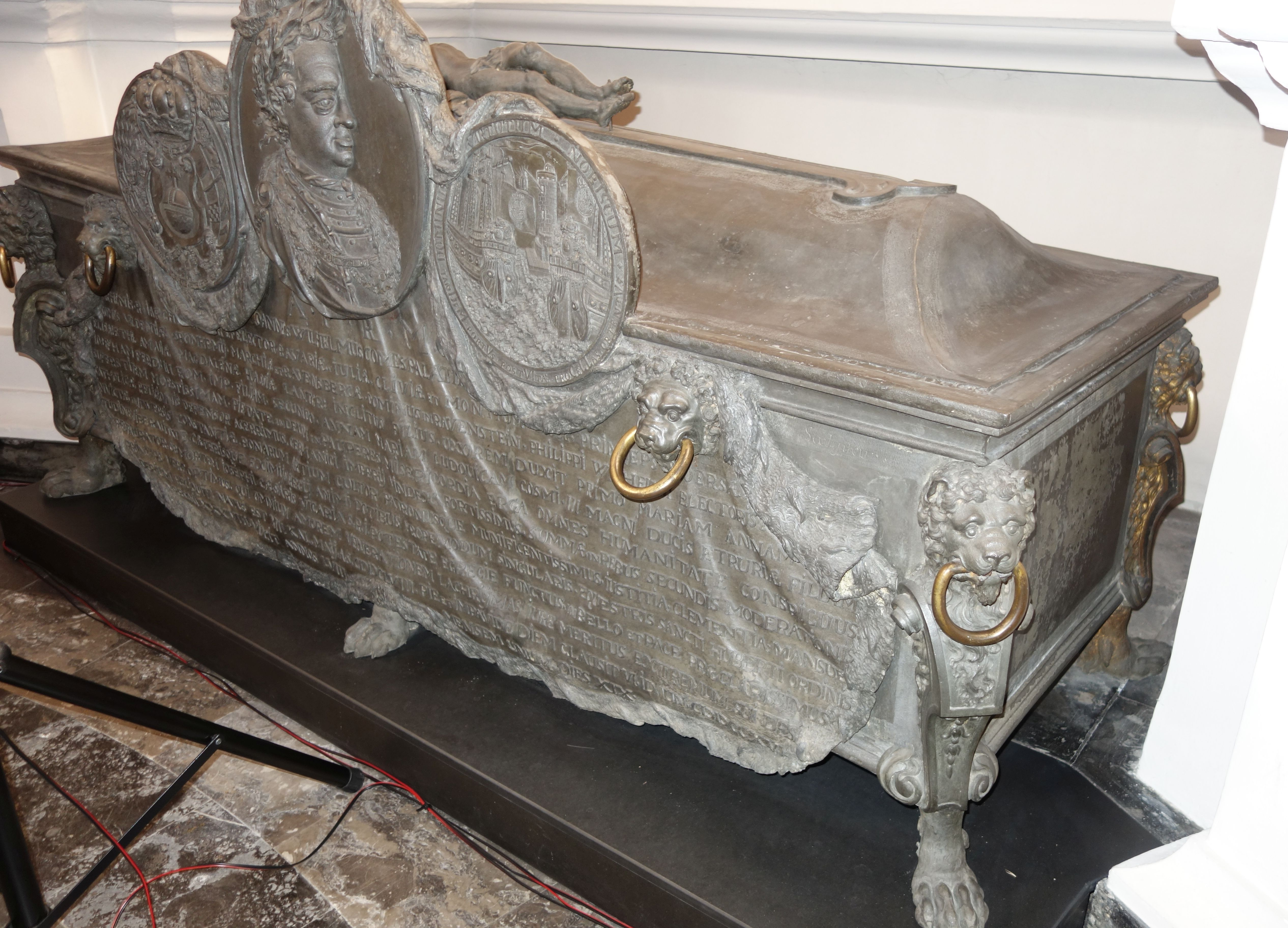
Sarkophag

Der Sarkophag des Kurfürsten Johann Wilhelm von der Pfalz ist der barocke Prunksarkophag des Kurfürsten Johann Wilhelm von der Pfalz im Mausoleum des Hauses Pfalz-Neuburg an der Hofkirche St. Andreas in Düsseldorf. Der 1717 fertiggestellte Metallsarg gilt als das letzte Werk des Bildhauers Gabriel Grupello am Düsseldorfer Hof.

## Geschichte

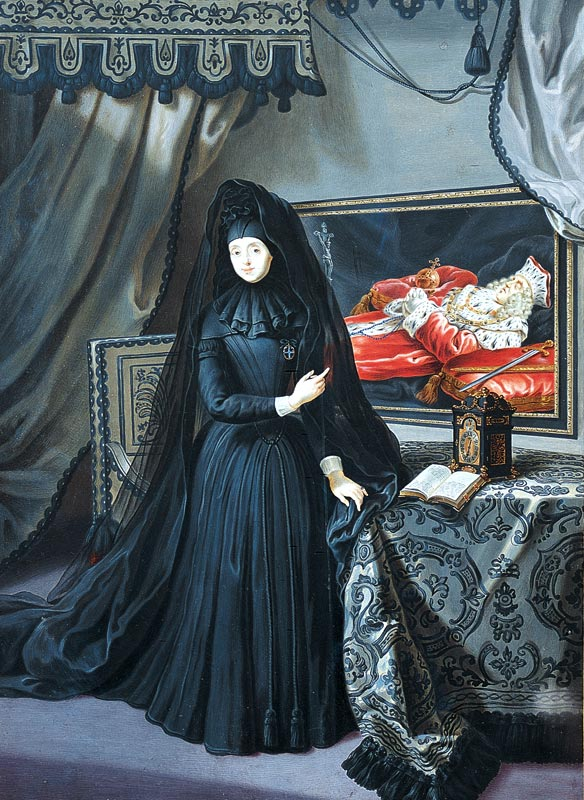
Anna Maria Luisa de’ Medici im Trauerkleid vor dem Bild ihres aufgebahrten Gatten, 1717 gemalt von Jan Frans van Douven

Bereits seit Herbst 1711 gesundheitlich angeschlagen und von seinen Leibärzten mit Aderlassen behandelt, starb Kurfürst Johann Wilhelm von der Pfalz am Morgen des 8. Juni 1716 im Düsseldorfer Schloss. Nachdem seine Witwe Anna Maria Luisa de’ Medici eine Kondolenzvisite abgehalten hatte, wurde die Leiche ärztlich geöffnet und untersucht, ihre Eingeweide entnommen und der Körper einbalsamiert. In ein Staatsgewand gekleidet und ausgestattet mit kurfürstlichen Insignien wie Hermelinmantel, Kurhut und Orden, wurde er drei Tage im Rittersaal des Schlosses aufgebahrt, dann in einem Sarg verschlossen und in die Schlosskapelle gebracht. Am Abend des 3. August 1716 überführte der gesamte Hofstaat den Leichnam des Kurfürsten in einem feierlichen Trauerzug zur Hof- und Jesuitenkirche St. Andreas, wo er zunächst in einem einfachen Metallsarg neben dort seit 1651 beerdigten Angehörigen in der Fürstengruft unter dem Hochaltar bestattet wurde. Über den Tod seines älteren Bruders wurde der neue pfälzische Kurfürst Karl III. Philipp, damals Gubernator von Ober- und Vorderösterreich zu Innsbruck, durch ein Schreiben der kurpfälzischen Regierung zu Düsseldorf informiert.
In einem Testament hatte der Verstorbene bereits am 2. Mai 1693 verfügt, dass für ihn und seine in Düsseldorf bestatteten Angehörigen eine Totenkapelle erbaut werden soll. Um diesen Wunsch zu erfüllen, billigte Karl III. Philipp am 1. September 1716 den Bau des Mausoleums des Hauses Pfalz-Neuburg an der Düsseldorfer Hofkirche. Bis August 1717 wurde das barocke Gebäude nach Plänen von Simon Sarto am Chor der Andreaskirche errichtet. Dorthin wurden die Särge von acht Angehörigen des Hauses Pfalz-Neuburg umgebettet.
Parallel zum Bau des Mausoleums wurde nach einem Entwurf von Gabriel Grupello der Prunksarkophag für Johann Wilhelm fertiggestellt. Ihm wurde dabei der Ehrenplatz in einer breiten Nische an der Stirnwand gegenüber dem Eingang zum Mausoleum eingeräumt. Der Künstler war von vornherein darüber informiert, wo und wie der Sarkophag in dem Raum zur Präsentation gelangen sollte. Daher wählte er eine Längsseite des Sarges als Schaufront für den Betrachter. Der einfache Metallsarg, in dem der Kurfürst vorübergehend in der Fürstengruft bestattet war, wurde ins Mausoleum überführt und in den Prunksarkophag gesetzt. Diese Umbettung fand vor dem Abschied der Kurfürstin-Witwe aus Düsseldorf (10. September 1717) statt.
Am 13. September 1875 wurde der Sarkophag Johann Wilhelms im Zusammenhang mit einer Reinigung der Nische, in der er stand, von einem Anstreichermeister und dessen Sohn „unnötigerweise“ geöffnet. Es wurden Personen hinzugerufen, um  eine Aufnahme der entdeckten Überreste des Leichnams und dessen Beigaben zu bezeugen, unter anderem der Küster Joseph Bieler und der Maler Franz Müller. Sie fanden in dem Sarkophag, der innen mit schwarzen Stoff ausgekleidet war, einen Metallsarg ohne Deckel, darin den „nicht mehr gut erhaltenen Körper“ des Kurfürsten, verhüllt in rotem Stoff. Als Beigaben wurden notiert:
- der „goldene Hubertus-Orden mit Diamanten, schwer 162 gr, Werth 250 Thaler“
- ein „Orden vom Goldenen Fließ (Werth ca. 30 Thaler) mit silberner Kette mit einer Goldmünze im Werthe von ca. 80 Thalern“
- ein „Rosenkranz, dessen Körper aus Lapislazues durch Golddraht verbunden waren, mit einem goldenen Herzchen“
- eine „Metalldose mit 8 großen Schaumünzen und vier kleinen Münzen, im ganzen ca. 45 Thaler werth“
- eine „goldene Kette, schwer 90 gr, Werth ca. 50 Thaler“
- ein „Kreuz aus Glas, an den Füßen stehend“

Nach einem vom Pfarrer unterzeichneten Dokument wurden alle Gegenstände wieder an ihren Ort gelegt und der innere Sarg mit einer Schnur und dem Pfarrsiegel verschlossen.

## Beschreibung

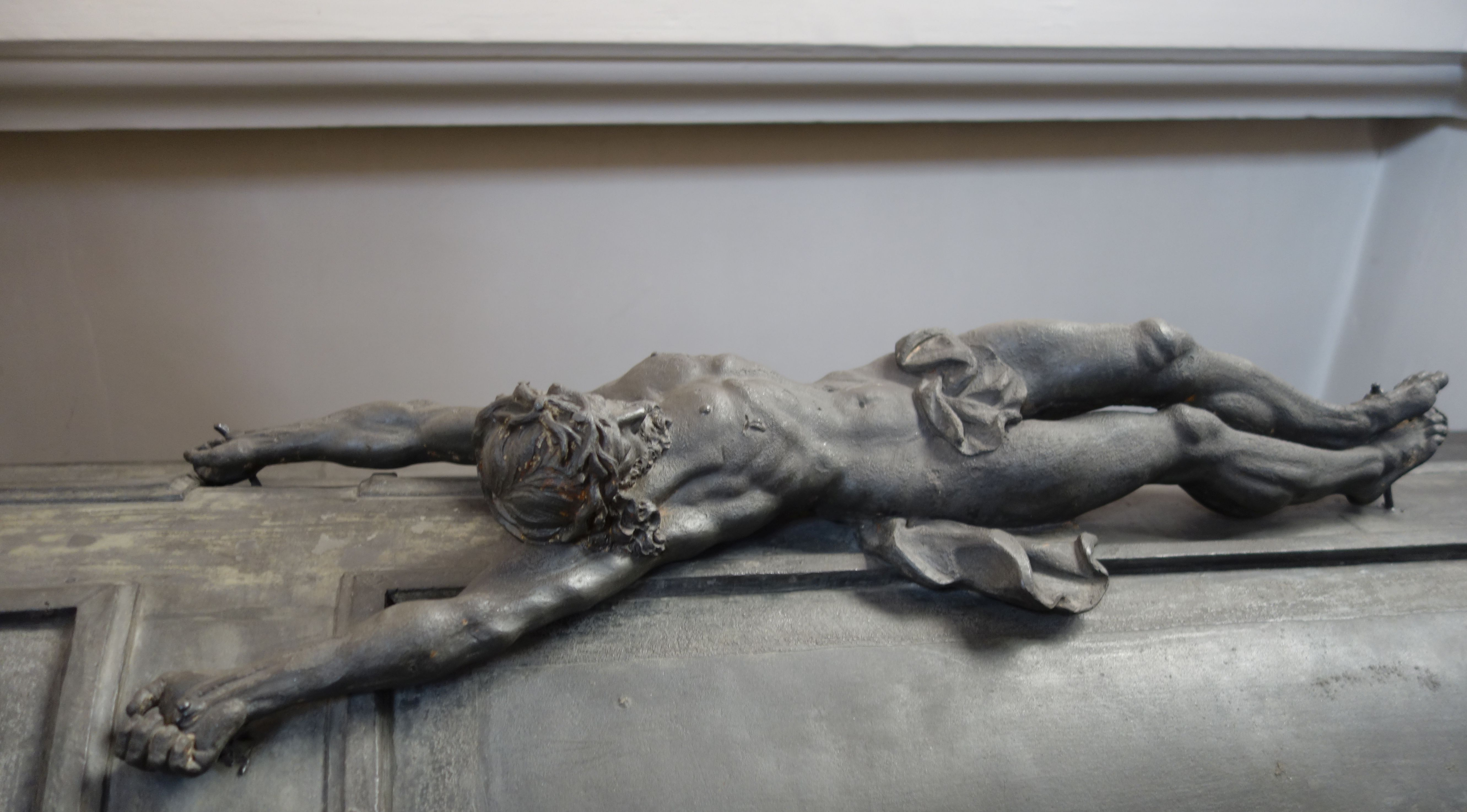
Kruzifix auf dem Sargdeckel

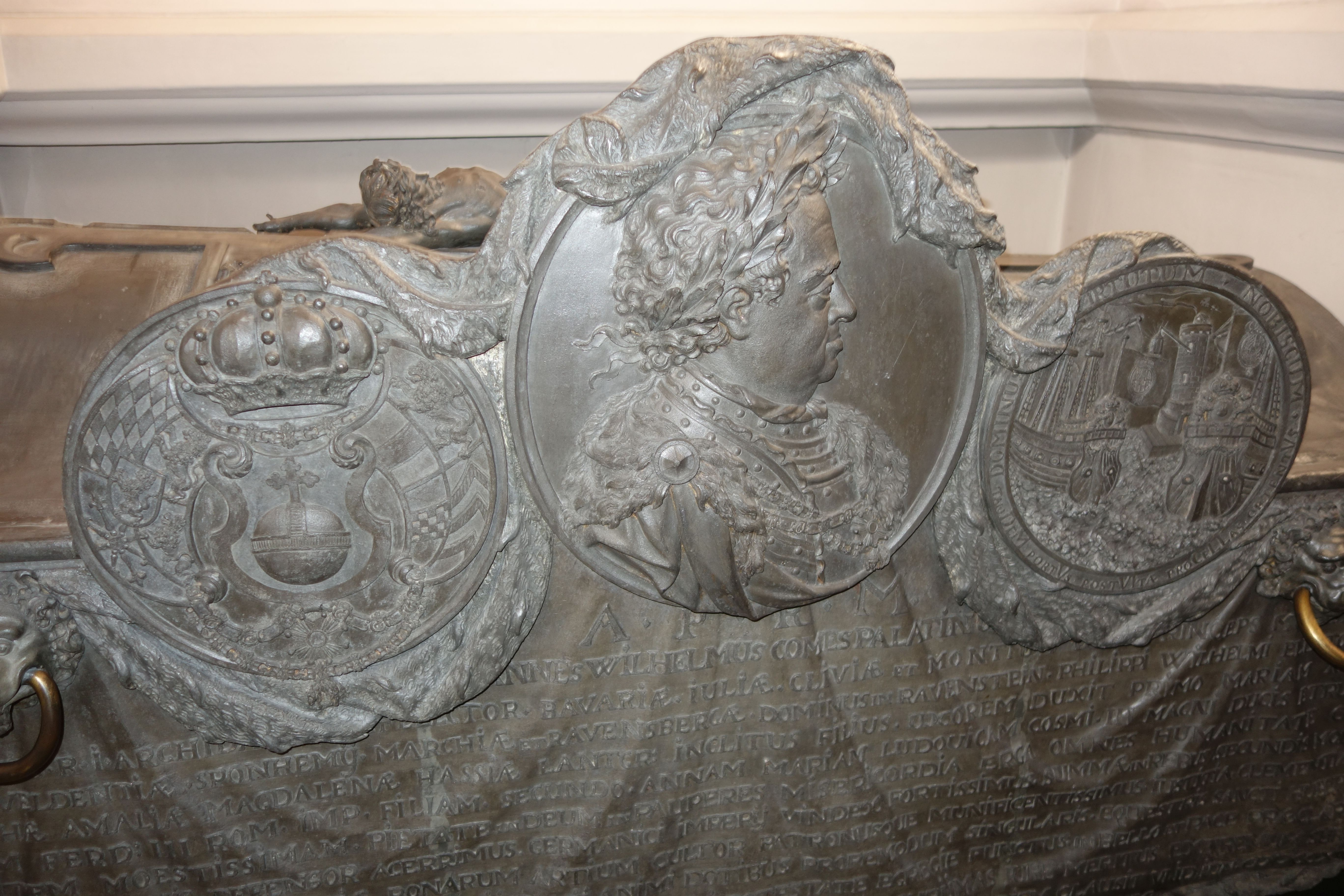
Medaillons

Der Sarkophag besteht aus einer Blei-Zinn-Legierung, die Reste einer früheren Vergoldung zeigt, und hat die Form einer barocken Sargtruhe. Ihr Deckel ist mit einem vollplastischen Kruzifix geschmückt. An der Vorderseite des Sarkophages prangen drei ovale, vollplastische Medaillons, die über einer Draperie eines Hermelinmantels so angeordnet sind, dass sie den Deckel der Sargtruhe überragen. Die Ecken betonen Konsolen, ausgebildet als barocke Voluten, bekrönt mit je einem halbplastischen Löwenkopf, der einen Tragering aus Bronze im Maul trägt. Die Konsolen laufen nach unten in vollplastisch ausgeformte Löwenfüße aus, auf denen der Sarkophag steht. Die Löwenköpfe mit Bronzeringen wiederholen sich zu beiden Seiten der Medaillons und symbolisieren eine Aufhängung für die Draperie. Auch auf der Rückseite des Sarges befindet sich ein Medaillon, das als Datum der Fertigstellung die Jahreszahl MDCCXVII (1717) trägt.
Das mittlere Medaillon der Vorderseite zeigt im Halbprofil das Reliefporträt des lorbeerbekränzten Kurfürsten in seiner Paraderüstung, dekoriert mit Ordensketten. Das linke Medaillon präsentiert das kurfürstliche Staatswappen mit dem Reichsapfel als Herzschild (einem Symbol des Reichsamtes des Erztruchsessen, das ihr Träger 1706 in Auseinandersetzungen um die Causa palatina erhalten hatte), umgeben von der Collane des Ordens vom Goldenen Vlies, und dem Wahlspruch Dominus virtutem nobiscum (‚Der Herr schenke uns Kraft‘). Das rechte Medaillon zeigt als Allegorie zwei mit dem Sturm kämpfende Schiffe und einen Leuchtturm mit der Umschrift Tandem portus post vitae procellas obtentus (‚Nach den Stürmen des Lebens wurde endlich ein Hafen gefunden‘). Hervorgehobene Buchstaben ergeben als Chronogramm die Jahreszahl 1716, das Todesdatum des Verstorbenen.
Die Draperie ist mit einer ausführlichen lateinischen Inschrift versehen:

„Johann: Wilhelm: A. P. R. M. Joh. Wilh. Comes Palatinus Rheni, S. R. I. Archidapifer et Elector, Bavariae, Juliae, Cliviae et Montium Dux, Princeps Moersae, Comes Veldentiae, Sponhemii, Marchiae et Ravensbergae, Dominus in Ravenstein, Philippi Wilhelmi Electoris, et Elisabethae Amaliae Magdalenae, Hassiae Landgr. inclitus Filius. Uxorem duxit primo Mariam Annam Josepham Ferd. III. Rom. Imp. Filiam, secono Annam Mariam Ludovicam, Cosmi III. Magni Ducis Etruriae filiam superstititem moestissimam. Pietate in Deum, in Pauperes misericordia, erga omnes humanitate conspicuus, Germanici Imperii vindex fortissimus, Saummae in rebus secundis moderationis, invictae in adversis
Constantiae, Bonarum atrium cultor Patronusque minificentissimus, Justitia, Clementia, mansuetudine, Liberalitate, caeterisque eximiis regii animi dotibus prope modum singularis. Equestris St. Huberti ordinis restaurator, ob mortem Josephi Caesaris vicariae S. R. I. potestate egregie functus in Bello et pace praeclarissimus. Princeps vere Optimus, qui omnium amorem, venerationem, Lacrymas jure meritus, extremum sui desiderium reliquit. Natus est XIII. kal. Maji 1658, pie et impavide diem clausit. VI. Jd. Junii 1616. A. Regni XXXVIII. Vixit Annos LVIII. Mensem Unum Dies XIX“

„Johann Wilhelm zum immerwährenden Andenken. Johann Wilhelm Pfalzgraf bei Rhein, des Heiligen Römischen Reiches Erztruchsess und Kurfürst, Herzog von Bayern, Jülich, Kleve und Berg, Fürst von Moers, Graf von Veldenz, Sponheim, Mark und Ravensberg, Herr in Ravenstein, des Kurfürsten Philipp Wilhelm und der Landgräfin von Hessen Elisabeth Amalia Magdalena berühmter Sohn. In erster Ehe heiratete er Maria Anna Josepha, Tochter des römischen Kaisers Ferdinand III., in der zweiten Anna Maria Ludovica, Tochter des Cosmus III., Großherzogs von Toskana, die er als trauernde Witwe zurückließ. Ausgezeichnet war er durch Gottesfurcht, durch Barmherzigkeit gegen die Armen, durch Menschenfreundlichkeit gegen Jedermann, ein tapferer Verteidiger des deutschen Reiches, von äußerster Mäßigung im Glück, von unüberwindlicher Standhaftigkeit im Unglück, ein Pfleger und sehr freigebiger Beschützer der schönen Künste, durch Gerechtigkeit, Milde, Sanftmut, Freigebigkeit und andere vorzügliche Fürstentugenden unübertroffen; Wiederhersteller des Ordens des heiligen Hubertus, wegen des Todes des Kaiser Joseph verwaltete er das Heilige Römische Reich mit Ruhm, im Kriege und im Frieden ausgezeichnet. Er war in der Tat ein trefflicher Fürst, von allen mit Recht geliebt, verehrt und beweint,
schwer vermisst. Er war geboren den 19. April 1658 und beschloss gottselig und furchtlos sein Leben, den 8. Juni 1616, im 38. Jahre seiner Regierung. Er lebte 58 Jahre, 1 Monat, 19 Tage.“